# 伍德羅鎮區 (明尼蘇達州卡斯縣)
伍德羅鎮區（英語：Woodrow Township）是一個位於美國明尼蘇達州卡斯縣的行政鎮區。

## 人口
根據2020年美國人口普查的數據，伍德羅鎮區的面積為95.20平方千米，當中陸地面積為64.90平方千米，而水域面積為30.30平方千米。當地共有人口710人，而人口密度為每平方千米7人。